# Dactylobatus clarkii
Dactylobatus clarkii är en rockeart som först beskrevs av Bigelow och Schroeder 1958.  Dactylobatus clarkii ingår i släktet Dactylobatus och familjen egentliga rockor. IUCN kategoriserar arten globalt som otillräckligt studerad. Inga underarter finns listade i Catalogue of Life.